# بیرینجی چاقان
بیرینجی چاقان (به لاتین: Birinci Çağan) یک منطقه مسکونی در جمهوری آذربایجان است که در شهرستان شماخی واقع شده است.